# Cabaret Vert
Le Cabaret Vert est un festival de musique créé en 2005, ouvert à un éventail de musiques, rock, reggae, electro, rap, blues, métal, pop ou jazz, se déroulant à Charleville-Mézières dans le département des Ardennes.
Il propose, outre les concerts de musique, un village associatif, différents ateliers artistiques (tels que des diffusions de courts-métrages, des expositions de peinture, des ateliers de jonglerie, du théâtre de rue, du graffiti) et un festival de bandes-dessinées. 
Son nom est tiré du titre d'un poème d'Arthur Rimbaud, poète originaire de Charleville.

## Présentation
L'objectif de l'événement est de promouvoir une image dynamique, écologique, novatrice du territoire ardennais et de la région Champagne-Ardenne.
Il met en valeur le patrimoine régional (créateurs, musiciens et auteurs de BD), son savoir-faire artisanal ou ses spécialités culinaires. 
Le festival et ses cantines se déclarent  « adversaire de la malbouffe et de la mauvaise bière ». Cette démarche est effectuée avec le souci de proposer des prix abordables. 
Les organisateurs écartent des partenariats avec de grandes entreprises alimentaires ou de boissons, comme Coca-Cola. « Nous avons fait le choix dès le départ », explique un des responsables, « d'être très vigilants sur nos partenariats privés. C'est une contrainte. Mais comment se dire engagé sur le développement durable quand l'un de ses principaux partenaires est issu de l'agroalimentaire et est l'un des plus gros pollueurs de matière plastique ? ».
Ce festival de taille moyenne se déroule chaque année sur l'espace Bayard. Il se différencie par une approche éco-citoyenne, par son ambiance humaine, par son ouverture artistique et par sa programmation mixant des pointures internationales et des groupes régionaux de valeur.

### Fréquentation
Les  sources sont précisées dans le détail par éditions annuelles. 
- 2024 : Cabaret vert 2024 : 107 000 festivaliers au compteur pour cette édition[7]
- 2023 : Record de 127 000 spectateurs au festival du Cabaret vert[8]

## Environnement du festivalier
Le festival Le Cabaret Vert utilise le site Bayard, une friche autour de l'ancienne usine La Macérienne installée en ce lieu. Édifiée par Adolphe Clément-Bayard (1855-1928) à partir de 1894, sous la digue d'un étang aménagé au pied de la Tour Milard (fortifications de Mézières), l’usine de la Macérienne est en activité jusqu'en 1984. Elle produit des pièces jusque en 1984 pour l'usine-mère de Levallois-Perret, destinées aux cycles, puis aux automobiles, aux dirigeables et aéroplanes à la Belle Époque. Après 1918, elle devient  une fonderie autonome travaillant pour les engins de travaux publics, les poids lourds, et les équipements agricoles. 
En 1989, elle est rachetée par la Ville de Charleville-Mézières. Son noyau historique est sauvegardé grâce à l'engagement tenace de passionnés du patrimoine industriel. Ce site industriel retrouve une vie nouvelle grâce au festival Le Cabaret Vert. 
Par l'extension de Mézières et de Charleville (et leur fusion), le terrain se retrouve en plein centre-ville, au bord de la Meuse. Deux campings s'installent le temps du festival : le premier, Au dormeur du val, à 250 mètres de l'entrée, le deuxième, le Camping de la vieille Meuse, à 10 min à pied du festival pour bénéficier d'une nuit plus calme.
Outre les petits commerces et cafés à proximité du terrain, des boutiques et des cantines conviviales et décontractées se créent au sein du site proposant le plus souvent des spécialités régionales (Région au sens large : spécialités de Champagne-Ardenne, de Picardie, et d'Île-de-France) : sanglier rôti, salade au lard ardennaise, jambon sec des Ardennes, Cacasse à cul nu, terrine Rimbaud, brie de Meaux, produits de culture biologique, fruits, champignons, bières régionales, etc... 
Installation, accueil, cantines, sécurité, tri, ... près de 1200 bénévoles s'investissent dans l'organisation du festival. Le tri des déchets et le respect de l'environnement sont omniprésents. En 2013, le festival est récompensé en d'un Highly commended Award par l'association britannique A Greener Festival, seul festival français ainsi primé à l'époque. Il prolonge désormais la réflexion sur le plan énergétique.

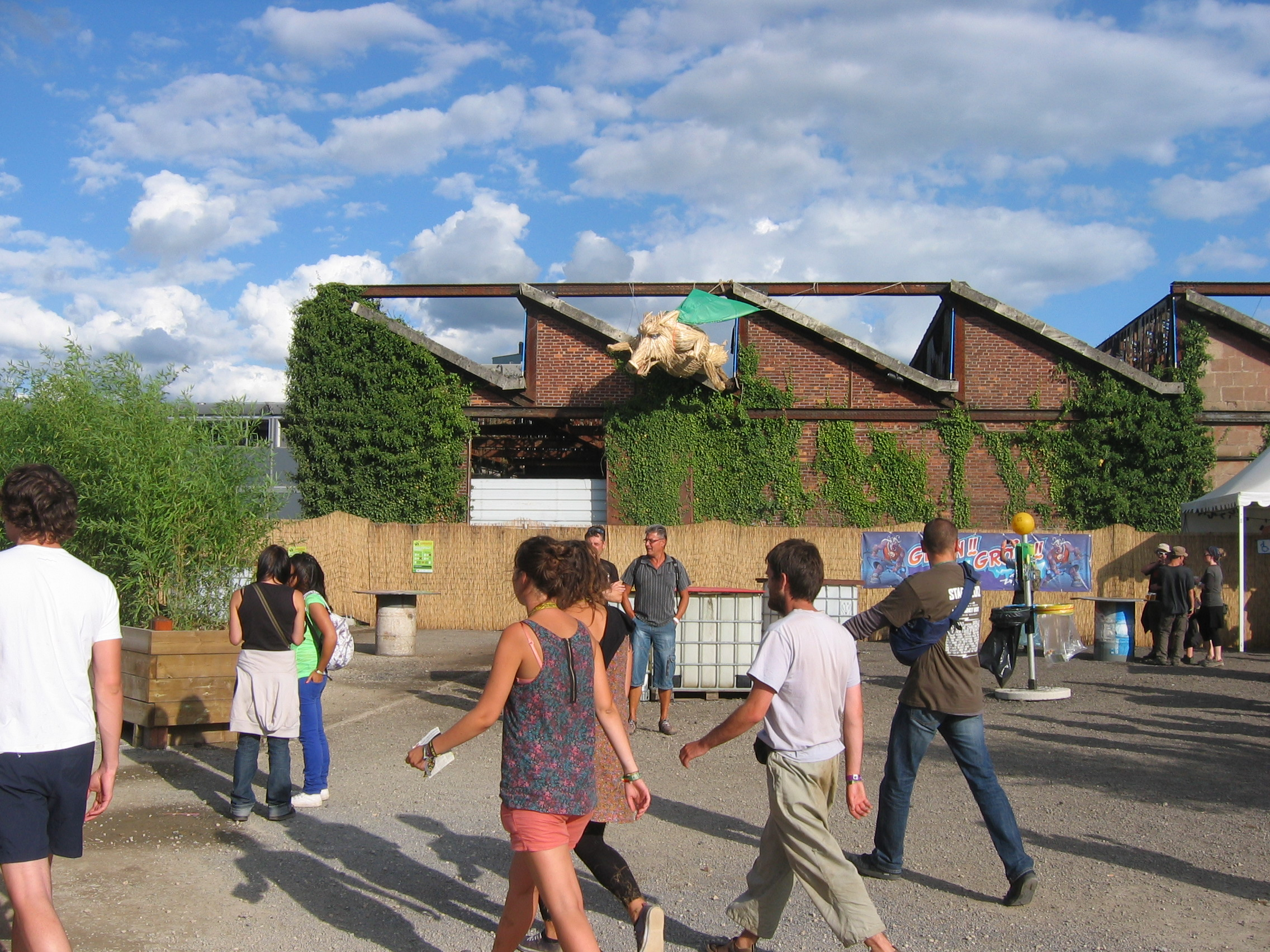
Une ancienne usine, bâtiment classé, en arrière-plan
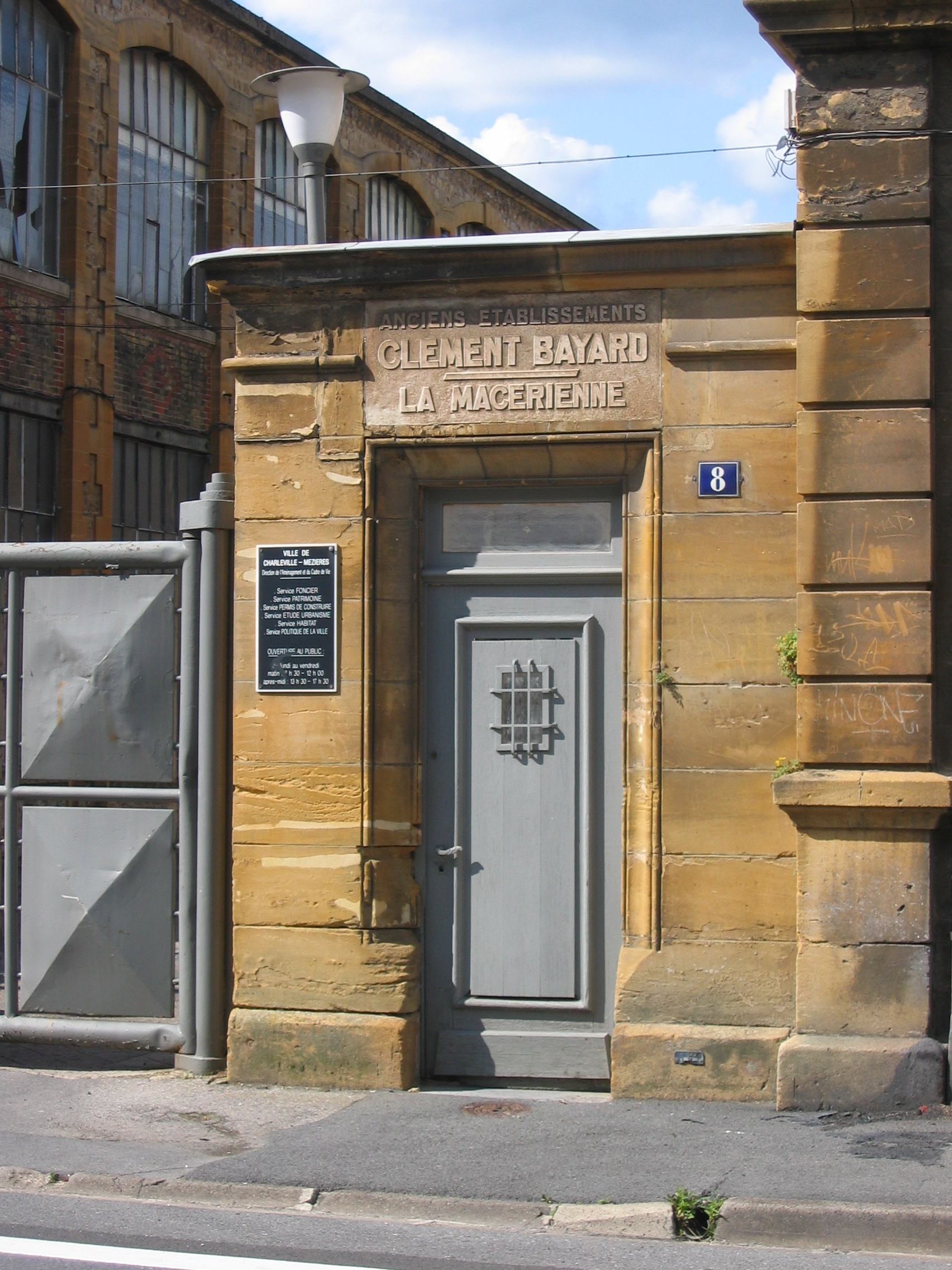
...la Macérienne
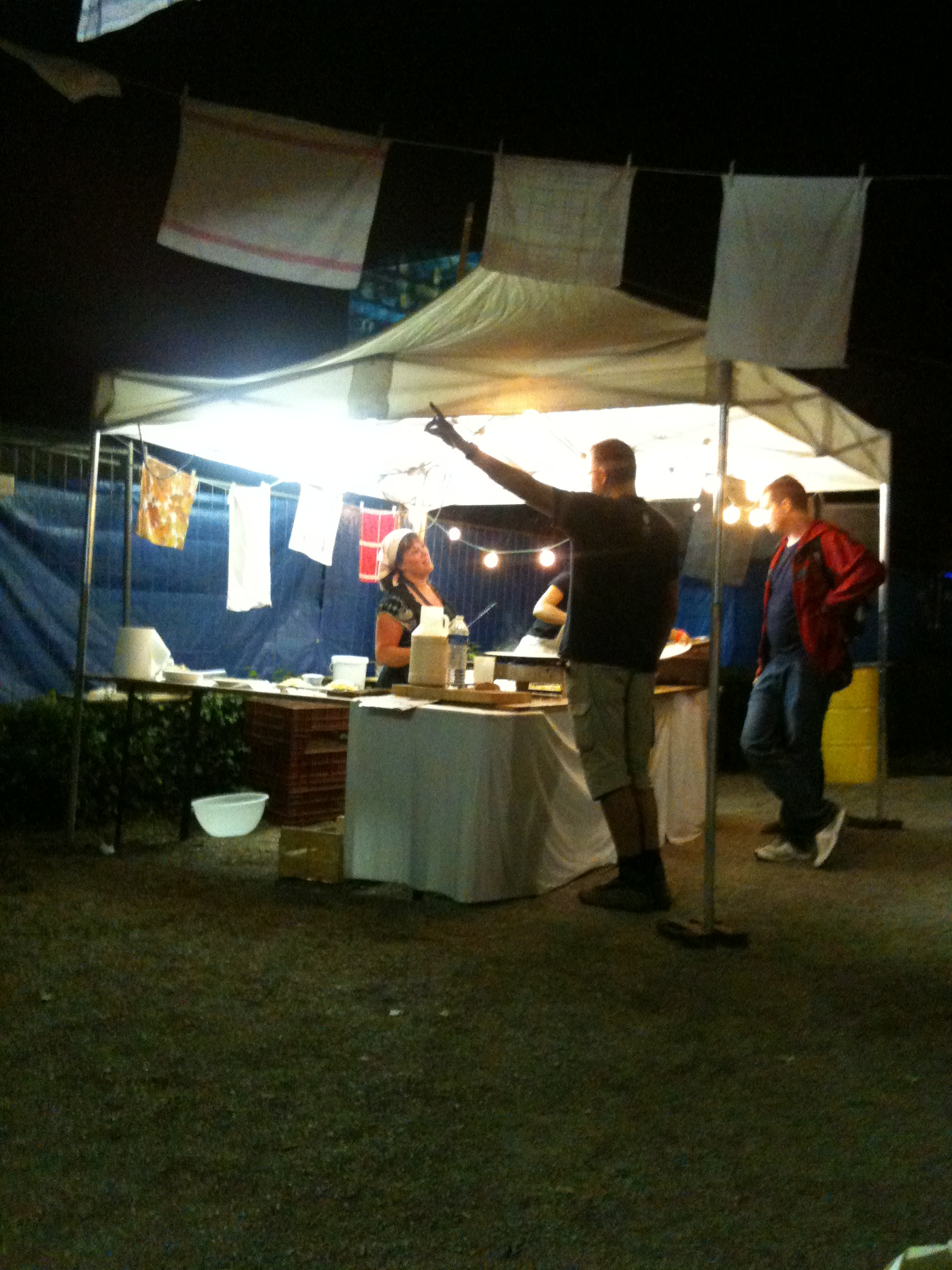
Des cantines conviviales
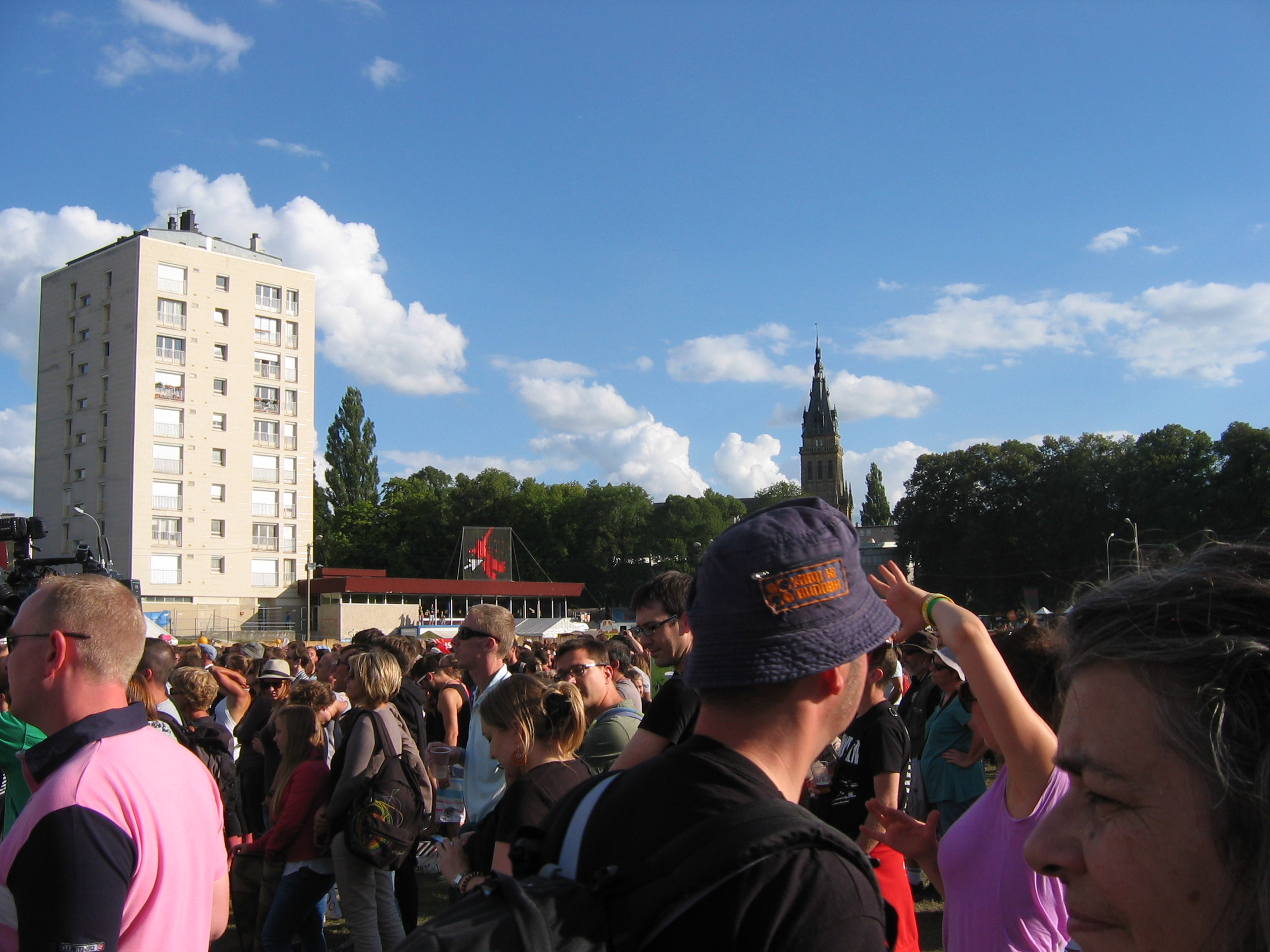
Un terrain au centre-ville de Charleville-Mézières
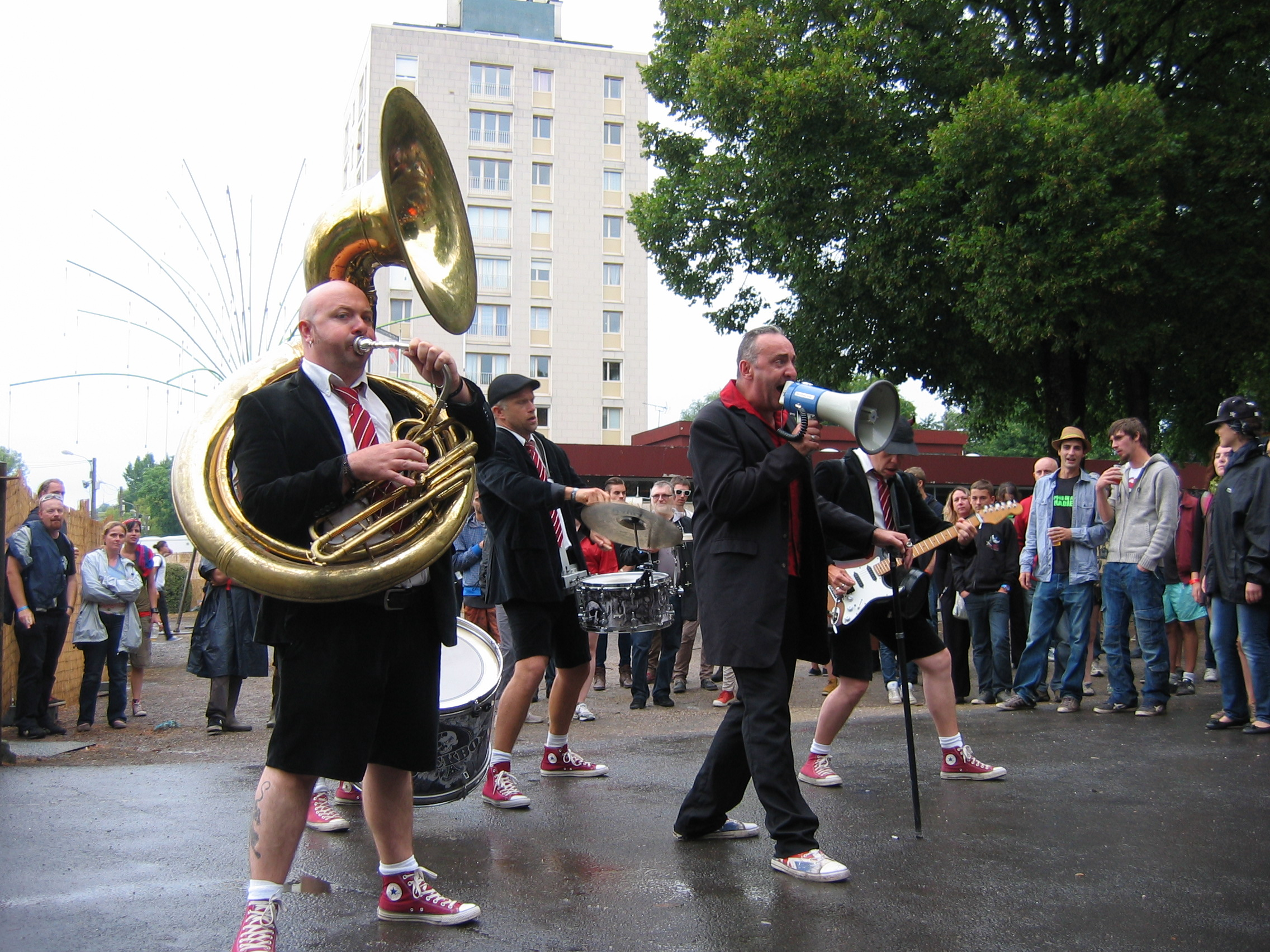
RoxBox, une fanfare dans les allées du festival

## Historique

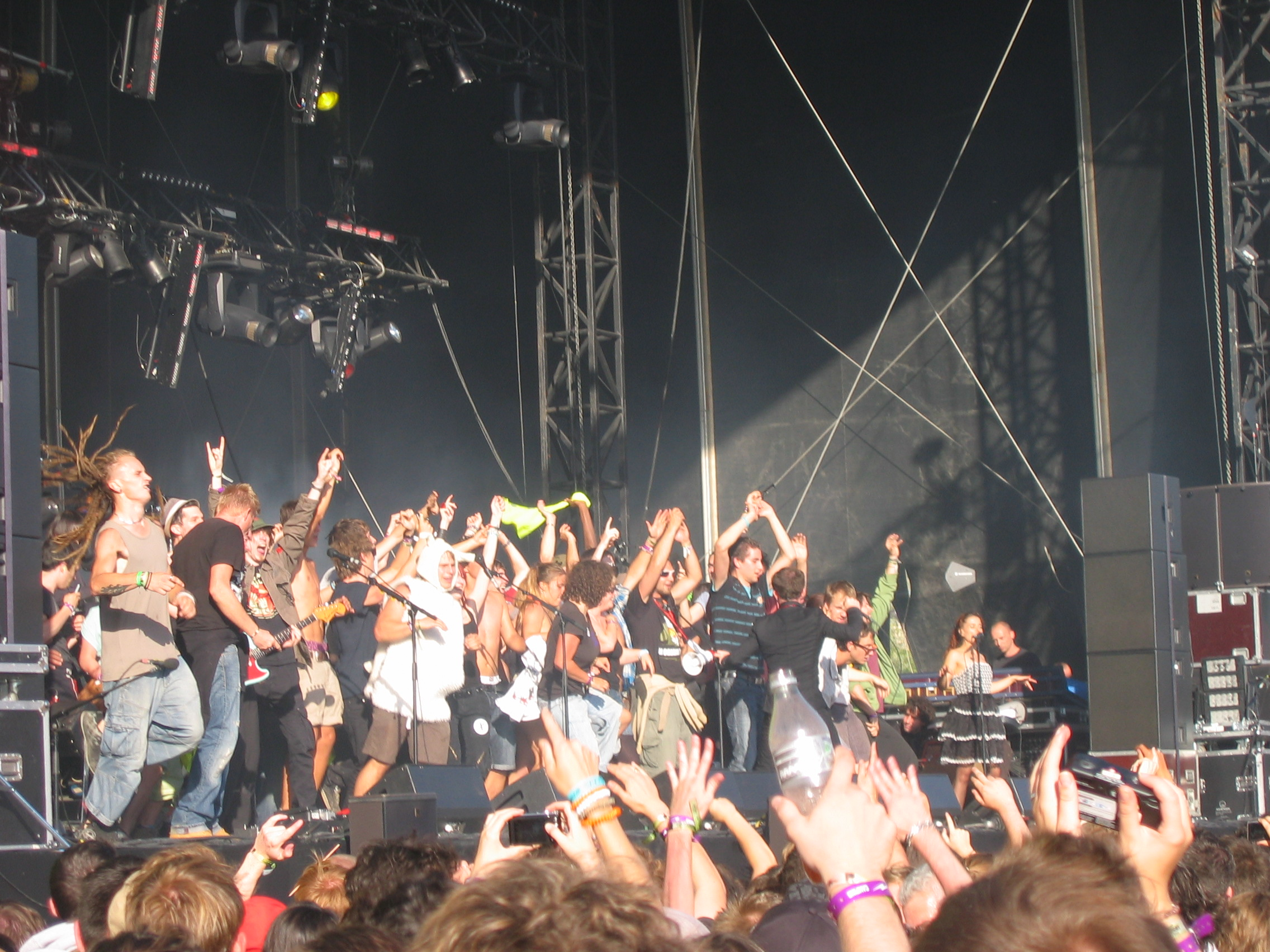
Mathias Malzieu fait monter et danser sur scène des festivaliers en 2012

À la genèse du festival, il y a un groupe de jeunes Ardennais attachés à leur département et regroupés autour de Julien Sauvage et Alberto Fernandez. Ils fondent en septembre 2003 l'association à but non lucratif FLaP.
Après avoir participé à l'organisation d'autres manifestations, cette association crée ce festival en 2005. La première édition regroupe plus de 10 000 festivaliers.
Le festival se déroule le dernier week-end d'août à Charleville-Mézières, initialement sur deux jours, puis trois, et enfin sur cinq jours.
Le succès des éditions successives permet à l'association FLap de s'inscrire dans le paysage culturel et artistique de la région. FLaP participe désormais à une dizaine de projets autres chaque année, concerts au Forum (salle de concert) et fête de la musique à Charleville- Mézières, festival Rock sur El’Mont, Les Rockeurs ont du cœur. C'est une association relais du Printemps de Bourges en Champagne- Ardenne.
L'activité de la FLap met en évidence le besoin d’une véritable salle de concert à Charleville-Mézières. Un projet de salle répondant au label de SMAC (scène de musiques actuelles) est lancé sur le site de La Macérienne, intégrant le bâtiment de l'ancienne usine. En 2015, la municipalité nouvellement élue prend le parti de redimensionner à la baisse le projet initial, réduisant notamment les outils d'accompagnement des artistes et éclatant la future SMAC sur plusieurs sites hors de Charleville-Mézières.

## Scènes et programmation
En 2018 est créée la scène Greenfloor, consacrée à la musique électronique et au rap.
En 2023, une scène consacrée au dub fait son apparition, le Zion Club.

### Années 2000

#### Édition 2005
17 et 18 septembre 2005

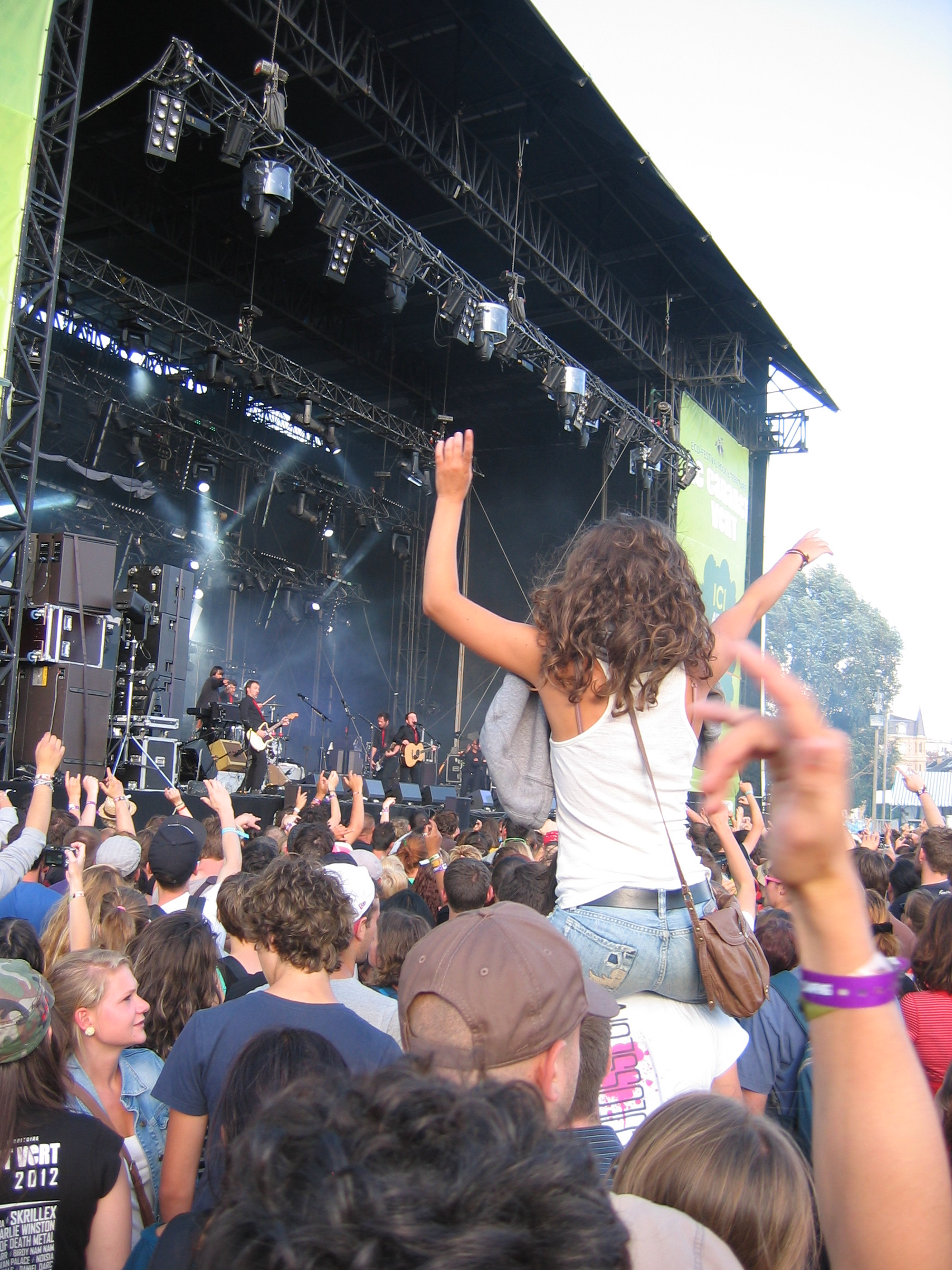
Le public au concert de Dionysos, invité en 2006 et 2012.

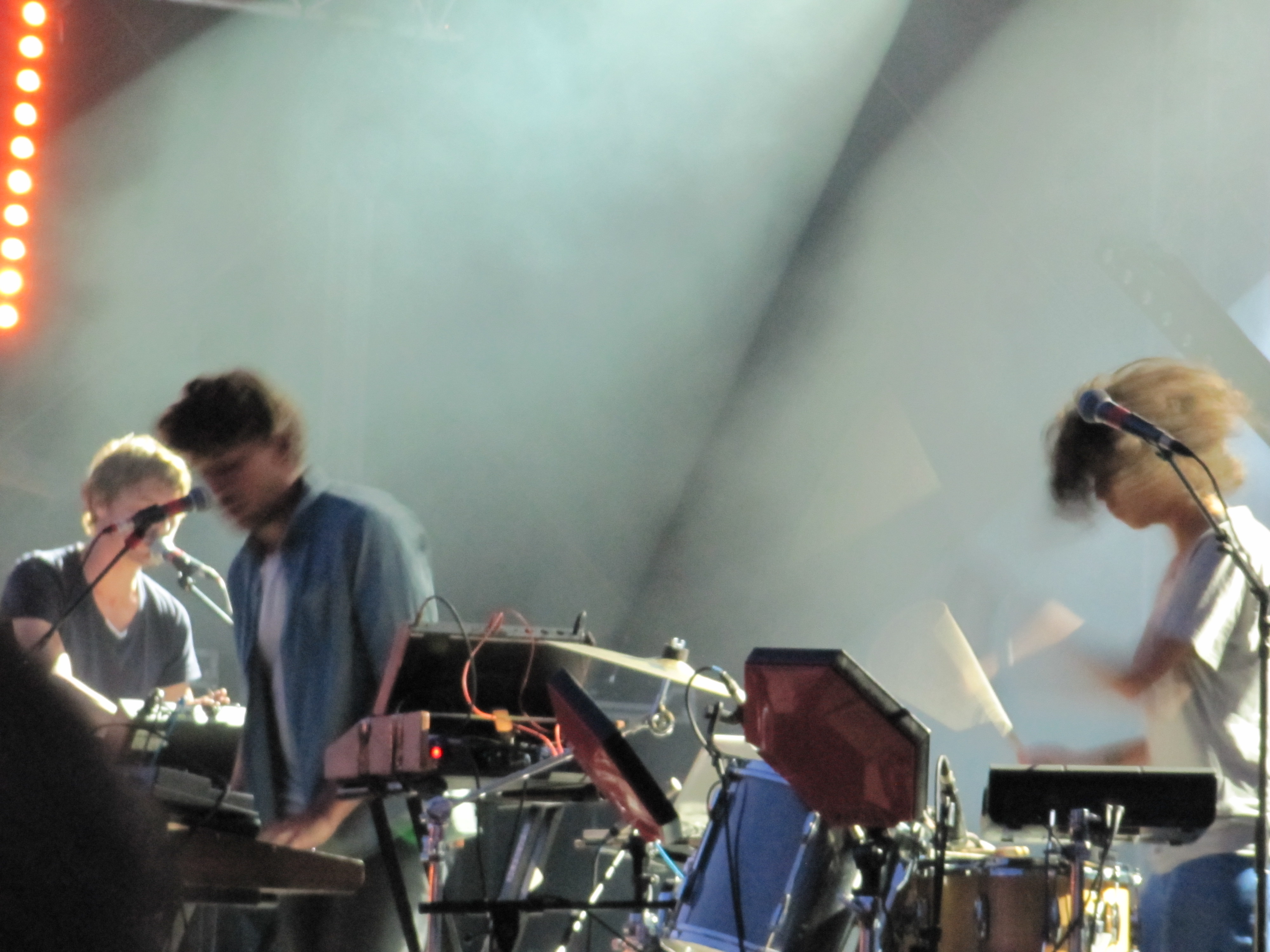
Le Rémois Yuksek, invité en 2008 et 2012.

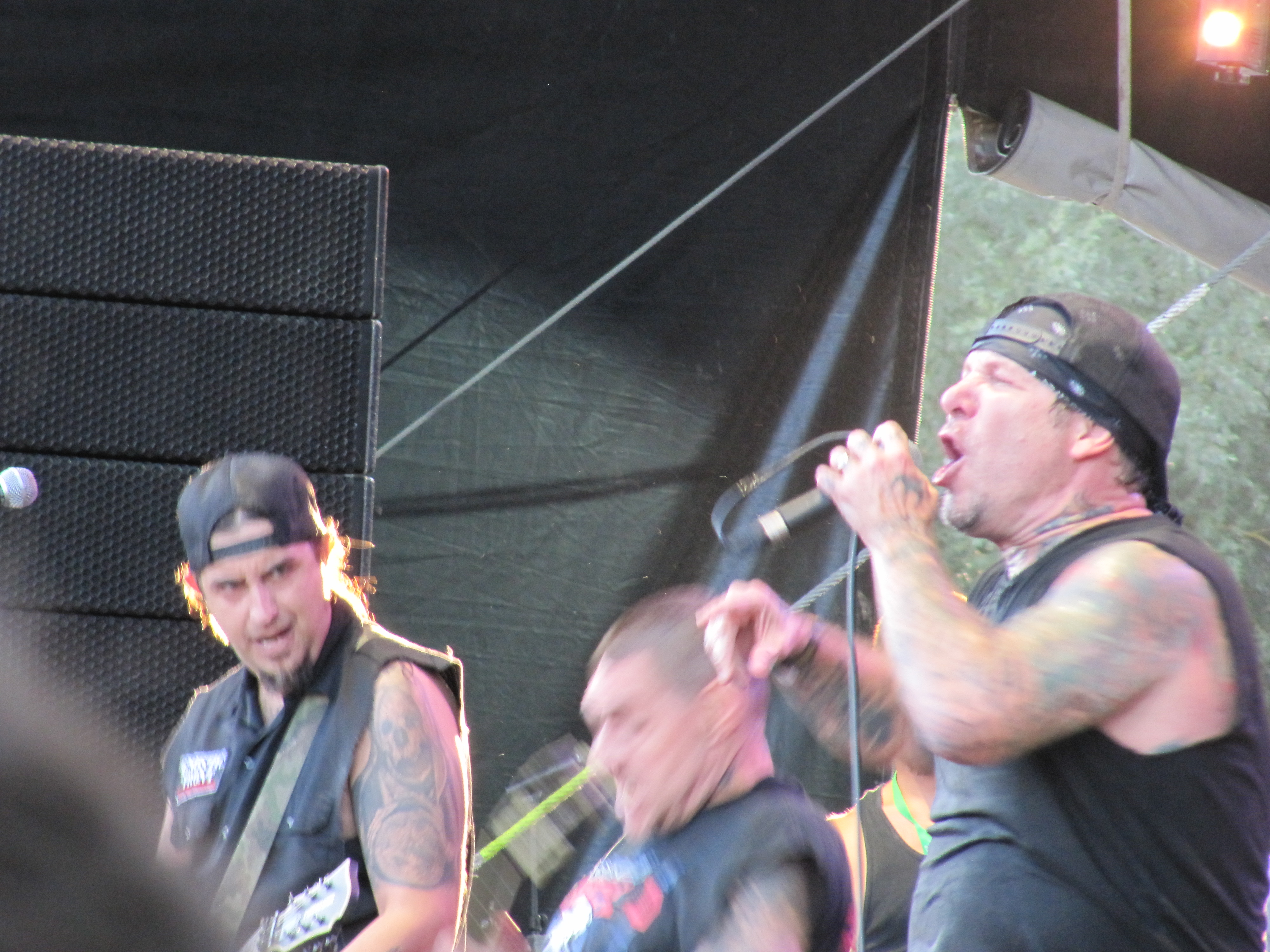
Agnostic Front, invité en 2012.

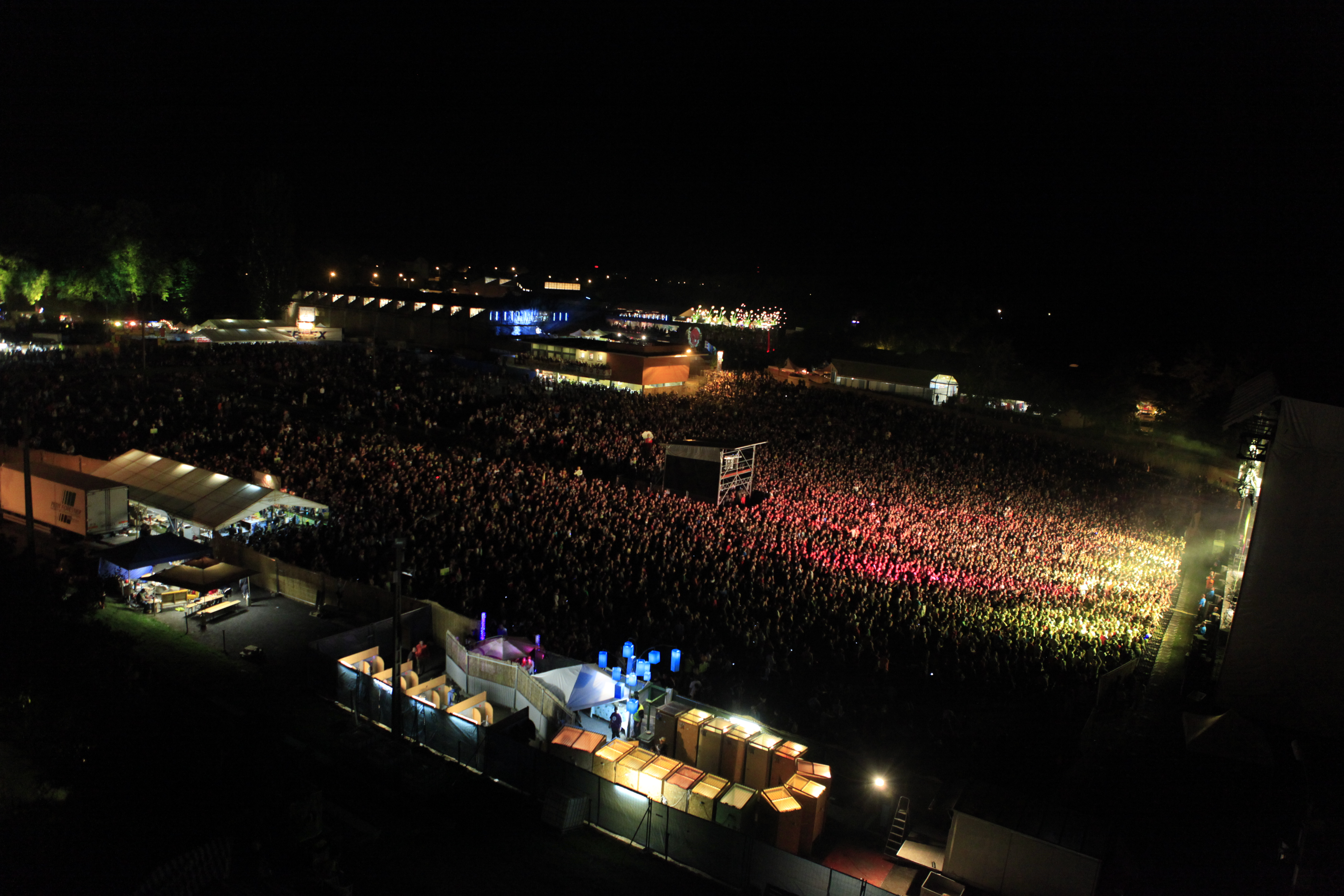
20000 personnes devant Franz Ferdinand en 2012.

Jacques Higelin – Mano Solo – Flying pooh – Mass Hysteria - Taxi Brouss' Band – K2R Riddim – Karpatt – Cyann & Ben – Kracooqas – Kitchi Kitchi - Grendel – Hedgar – Ed Warner's cage – Durb – Funky Toaster – Antidote – Tagar - Sliping Kangooroos - Mahogany
10 000 spectateurs

#### Édition 2006
1, 2 et 3 septembre 2006
Hubert-Félix Thiéfaine – Les Wampas – Dionysos – Saïan Supa Crew - Burning Heads – Watcha - Didier Super - Sold Out - Rookie Rock Radio – Dagoba – Mansfield.TYA – Babylon Circus – Sarazvati – Zenzilé Sound System – Yvan Marc – Body Fluids - Nightingale – N'Cest – Ohm facom – Lads People – Quartier Libre – Grendel – Janaloka – Malalaft – Mali – Néo 109 – Sens unique – Kiki's
17 000 spectateurs

#### Édition 2007
31 août, 1 et 2 septembre 2007
Archive – Arno (Annulation. Remplacé par le groupe La Blanche) – No One Is Innocent – Matmatah – Lofofora – Nosfell – Asian Dub Foundation – Hugues Aufray – Poum Tchack – DJ Zebra – Toxic Kiss – Galaxie - The Gladiators – Barcella (chanteur) - Rachid Taha – Siméo - Les Hurlements d'Léo – Punish Yourself – Austin Newcomers – Été 67 - Les Reskapés – Patrick – Monster Klub - Punch Chaos – Sarazvati – Kowaï – Tsitomori –Bonguiba – Lulu – Michel Bühler
23 000 spectateurs

#### Édition 2008
29, 30 et 31 août 2008
Emir Kusturica – dEUS (Annulation de dernière minute. Extinction de voix du chanteur) – Louis Bertignac – La Rue Kétanou – Yuksek – Arno - Groundation – Beat Assailant – Phoebe Killdeer – Girls in Hawaii – Parabellum -  Eths – Barcella – Headcharger – Svinkels – Shaka Ponk (Annulation) – Los Tres Puntos – Les Fils de Teuhpu – Eddie and the Hot Rods – Pigalle – Les Torchons - ALB – Ganisha – Zombie King – RAJ – Kageybox – Tagar – Sliping Kangooroos
36 000 spectateurs

#### Édition 2009
28, 29 et 30 août 2009
Deftones – Ghinzu – Birdy Nam Nam – Tricky – Dub Incorporation – I'm from Barcelona - The Asteroids Galaxy Tour - Zone Libre Vs Casey & B James – La Grande Sophie - Pierre Perret – Ten Years After – Debout sur le Zinc - High Tone – Lyre le temps - 64 Dollar Question – Shaka Ponk – Fumuj – The Sweet Vandals - We Are Enfant Terrible – Absynthe Minded – Yeti Lane - The Bewitched Hands On The Top Of Our Heads – Merlot – Gavroche - RAJ - Exit Wounds – Tournelune – Ed Warner's cage – Kitchi Kitchi – Goo
42 000 spectateurs

### Années 2010

#### Édition 2010
27, 28 et 29 août 2010
Triggerfinger, Massive Attack, Ska-P, dEUS, Olivia Ruiz, Fat Freddy's Drop, The Bloody Beetroots, Raggasonic, Gojira, Madball, The Jim Jones Revue, Jello Biafra & The Guantanamo School of Medicine, Goose, Staff Benda Bilili, The Black Box Revelation, The Subs, Monotonix, Dan le Sac vs Scroobius Pip, Marvin, Katzenjammer (Annulation de dernière minute : extinction de voix des deux chanteuses), We Are Enfant Terrible, Starlion, Lisa Portelli, Maladaptive, The Inspector Cluzo, This is Not Hollywood, CBY, Tziganesh’ti, Platoon Playground et Grunge.
48 000 spectateurs

#### Édition 2011
26, 27 et 28 août 2011
Iggy and The Stooges, NOFX, Pete Doherty, Tiken Jah Fakoly, The Dø, The Rapture, Selah Sue, Têtes Raides, Suicidal Tendencies, Hatebreed, Vitalic Selector Set, Atari Teenage Riot, Sexy Sushi, The Wombats, The Death Set, Stupeflip, Lilly Wood and the Prick, Mademoiselle K, Pigalle, The Bewitched Hands, The Shoes, The BellRays, Beataucue, John Grape, Eddy Louiss, Huck, Nourai, Viscera, This Is Not Hollywood, Rockin' Bitch.
51 000 spectateurs.
À noter que lors de cette édition, une jeune femme de 26 ans a trouvé la mort à la suite d'une overdose.

#### Édition 2012
L'édition 2012 du festival se déroule pour la première fois sur quatre jours, du jeudi 23 au dimanche 26 août 2012.
Manu Chao, Franz Ferdinand, Public Enemy, Orelsan, Skrillex, Birdy Nam Nam, The Dandy Warhols, Dionysos, C2C, Digitalism, Eagles of Death Metal, Kap Bambino, Toots and the Maytals, JoeyStarr, Enter Shikari, Charlie Winston, Noisia, Agnostic Front, The Love Me Nots, Caravan Palace, Daniel Darc, Barcella, Yuksek, Raspect Crew Asher Selector & Muzikal Family, Charlie Fabert.
73 000 spectateurs.

#### Édition 2013

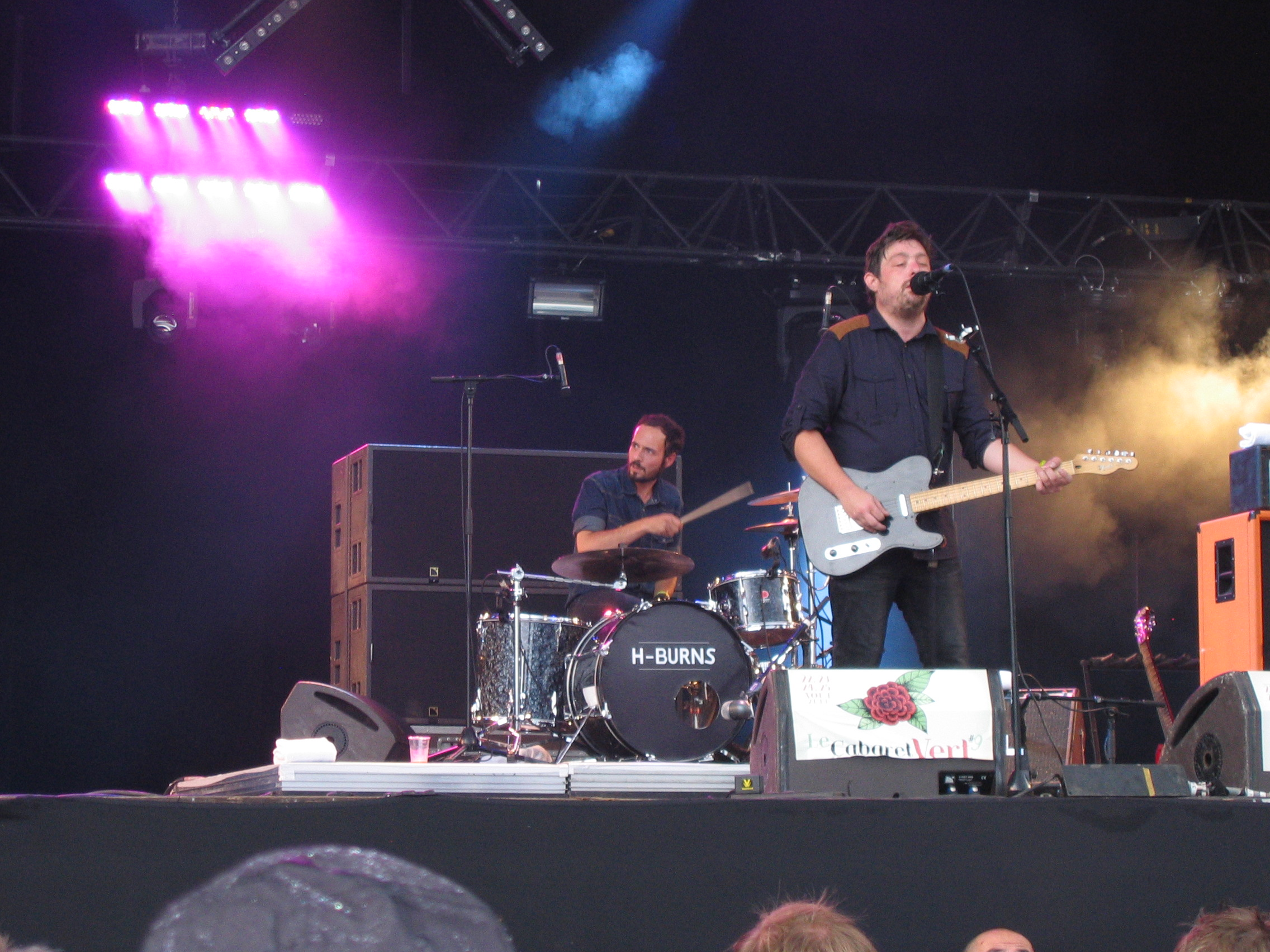
H-Burns en 2013.

L'édition se déroule du jeudi 22 au dimanche 25 août, conservant cette formule sur quatre jours après le succès 2012.
L'affiche de la 9e édition est créée par le collectif nantais Appelle Moi Papa.
Programmation :
- Zanzibar : Eels, Deftones, Asaf Avidan, Bass Drum of Death, Sick of It All, Skip the Use, The Offspring, Boys Noize, H-Burns, Bomba Estéreo, Two Door Cinema Club, Wu-Tang Clan, The Bloody Beetroots, The Skints, Heymoonshaker, Valerie June, Keziah Jones
- Les Illuminations : Carbon, Alt-J (∆), A$AP Rocky, Major Lazer, Amon Tobin, Den House, Outside Inc., The Bronx, J.C Satan, Crystal Castles,  Netsky, Caos Locos, Grindi Manberg, Royal Republic, Hanni El Khatib, Gesaffelstein, Brodinski, Mila Marina, Nightbush City Rockers, The Moodhunters, Keny Arkana
- Le Temps des cerises : Raspect crew, DJ K-gol, Akero, Guestarach, Monoblox & PSLKTR live, Km3, Qhuit Partizzz, Heymoonshaker, Collectif Back in Time

75 000 spectateurs.

#### Édition 2014
L'édition 2014 du festival se déroule du jeudi 21 au dimanche 24 août 2014.
L'affiche de la 10e édition est créée par le collectif nantais Appelle Moi Papa.
Programmation :
Placebo, The Prodigy, -M-, Shakaponk, Metronomy, Patrice, Gaëtan Roussel (Annulation remplacé par Patrice Bart-Williams), Kaiser Chiefs, Fauve, Kavinsky, Murkage, Volbeat (Annulation, remplacé par Triggerfinger), The parov stelar band, Airbourne, Flume, Red Fang, Die Antwoord, Casseurs Flowters, Tinariwen, The Cool Kids, Nick Waterhouse, Jagwar Ma, The School Boy Q, Joey Bada$$, Editors, The Lads, ALB, St Paul and the Broken Bones, Royal Blood, Marmozets...
94 000 spectateurs.

#### Édition 2015
L'édition 2015 du festival se déroule du jeudi 20 août au dimanche 23 août 2015.
L'affiche de la 11e édition est créée par le collectif Nancéien SCHLEP.
The Chemical Brothers, Paul Kalkbrenner, Limp Bizkit, Selah Sue, Jurassic 5, Tyler The Creator, Ratatat, Christine and the queens, Gramatik, John Butler Trio, The Shoes, Hubert Félix Thiéfaine, Étienne Daho, The Toy Dolls, Benjamin Clementine, Mr Oizo, Mastodon, Slaves, Son Lux, Jungle, Rone, Dan Deacon, Fuzz, Kitty, Daisy and Lewis, Fakear, Puts Marie, Algiers, Shamir, Drenge, Skepta, A-VOX, Amélie McCandless, Sens Unique, Rouge Congo, Black Industrie, Muddy Jack, Electro Userz, Raspect Crew, Murkage Club, Boogie nights.
85 000 spectateurs.

#### Édition 2016
L'édition 2016 du festival se déroule du jeudi 25 août au dimanche 28 août 2016.
Indochine, Louise attaque, M83, Cassius , Soom T, Jake Bugg, Nekfeu, Sum 41, MHD, Club Cheval, Bloc Party, Wolfmother, Sharon Jones and the Dap Kings, Breakbot, Feu! Chatterton, Damian Marley, Mass Hysteria, Seratones, L7, Mastodon, Nas, Grandaddy, Anderson .Paak and the free nationals, The Internet, King Gizzard & The Lizard Wizard, The Brian Jonestown Massacre, Highly Suspect, Fat White Family, Back in Time Retromixer, Raspect Crew & Asher Selector, Yeti Lane, We Are Shadows, Paulette Wright, Arno.
Eagles of Death Metal, initialement programmé, est annulé à la suite des déclarations de leur leader Jesse Hugues dans la presse. Ils sont également annulés dans le festival Rock en Seine se déroulant le même week-end.
94 000 spectateurs.

#### Édition 2017
Elle a lieu du jeudi 24 au dimanche 27 août.
Programmation :
- Zanzibar : Mondo Cozmo (Josh Ostrander (en)), London Grammar, Cypress Hill, Flume, Dirty Deep, Turbonegro, The Kills, Jain, Korn, Soulwax, Yassassin, Allah-Las, The Lemon Twigs, Franz Ferdinand, Justice, Vald, Declan McKenna, Kate Tempest, Catherine Ringer
- Les Illuminations : Grindi Mandberg, The Orwells, Chronixx (en), Cashmere Cat, Death Grips, Stories..., Goat Girl, Parquet Courts, Ty Segall, Band of Horses, Denzel Curry, Carpenter Brut, T/O, Underdog Effect, Last Train, Fishbach, ALB, The Blaze, Panda Dub, The Yokel, Pire Mastaa, FKJ, Petit Biscuit

98 000 personnes participent à cette édition.

#### Édition 2018

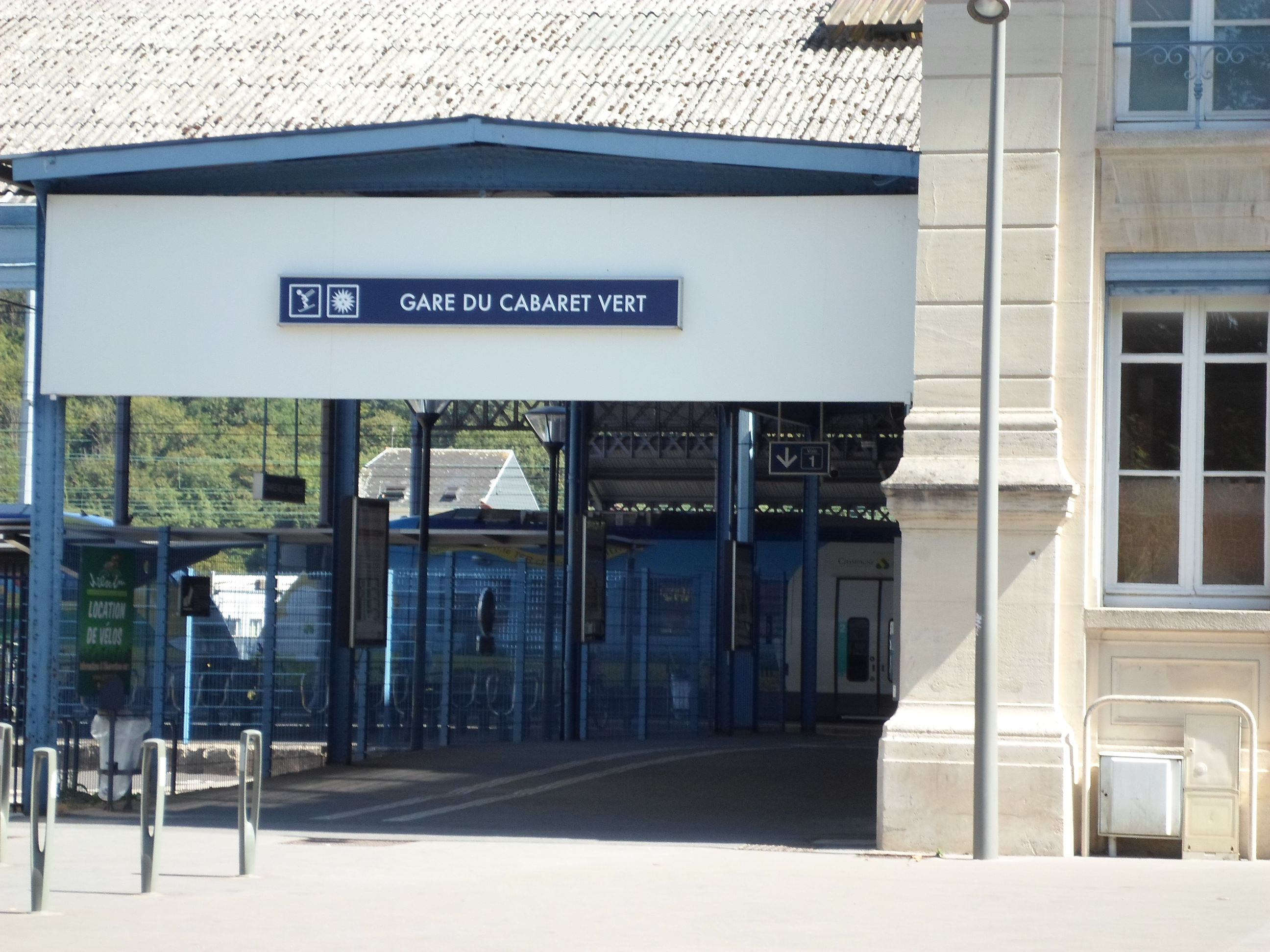
La gare de Charleville-Mézières, renommée Gare du Cabaret Vert.

L’édition 2018 du festival a lieu du jeudi 23 au dimanche 26 août 2018
Travis Scott, DJ Snake, Suprême NTM, Phoenix, DragonForce, Shaka Ponk (en remplacement de Booba), The Black Angels, Damso, Hamza, Dillon Francis, Charlotte de Witte, Nothing But Thieves, Seasick Steve, Feu! Chatterton (en remplacement de Stephan Eicher), Svinkels, Groundation, Parcels, Arnaud Rebotini, Kevin Morby, SWMRS, Les Négresses vertes, Honey Dijon, Protoje & The Indiggnation, Trojan Records.
94 000 personnes participent à cette édition.

#### Édition 2019
L’édition 2019 du festival a lieu du jeudi 22 au dimanche 25 août 2019, e.a. avec :
Twenty One Pilots, Prophets of Rage, Orelsan, IAM, Roméo Elvis, Nina Kravitz, Airbourne, Bernard Lavilliers, Gaëtan Roussel, Ziggy Marley, Maya Jane Coles, Caballero & JeanJass, Birds in Row, Angèle, Zola, Patti Smith, James, Foals.
102 000 personnes participent à cette édition.

### Années 2020

#### Édition 2020
L'édition 2020 du festival prévue du jeudi 20 au dimanche 23 août 2020, e.a. avec : 
Slipknot, Stephan Eicher, Nekfeu, Wallows, Les Wampas, Pixies, Martin Garrix, Lomepal, Oxmo Puccino, Badbadnotgood, Liam Gallagher, Madness, Dionysos, Niska, Red Fang, Girl Band.
Est annulée en raison de la pandémie de coronavirus.

#### Édition 2021
L'édition 2021 intitulée Face B a lieu du 26 au 29 août 2021 pour les concerts, mais étendue jusqu'au 26 septembre pour les autres activités artistiques. C'est la première collaboration avec le Festival mondial des théâtres de marionnettes à Charleville-Mézières.
Balthazar, Gaël Faye, Sebastien Tellier, Arlo Parks, Hervé, Kid Francescoli, Benjamin Biolay, Dionysos, L'Impératrice, Yseult, Ian Caufield, IAM, PLK, Soso Maness, Vladimir Cauchemar, Chilla, Leys, Stephan Eicher, Pomme, Tinariwen, Delgres, Chester Remington, le groupe ardennais Red Rocket 7. 

#### Édition 2022
L’édition 2022 du festival se déroule pour la première fois sur cinq jours, du mercredi 17 au dimanche 21 août 2022.
Slipknot, Stromae, Liam Gallagher, Orelsan, Pixies, Freeze Corleone (à la suite de l'annulation de SCH), Madness, Gazo, Gaetan Roussel, Véronique Sanson, Eddy de Pretto, Slowthai, Aurora, Wolf Alice, Fontaines D.C., Pa Salieu, Clutch, Ty Segall and Freedom band, Paula Temple, Wargasm, Bob Vylan.
125 000 personnes sont présentes à cette édition.

#### Édition 2023
L'édition 2023 du festival propose à nouveau un format de 5 jours, du mercredi 16 au dimanche 20 août, avec plus de 130 artistes :
Calvin Harris (exclusivité française), Damso, Hamza, Ashnikko (annulation sans remplacement suite à des problèmes de santé), Aime Simone, Sherelle, Skin on Skin, Tygapaw, Grove, Black Eyed Peas (à la suite de l'annulation de Lomepal), Yungblud, Turnstile, 070 Shake, Scarlxrd, Amyl and the Sniffers, Paula Temple, Kenny Beats, Sleaford Mods, Overmono, Bob Vylan, Eris Drew B2B Octo Octa, Hannah Grae, Ditz, The Chemical Brothers, PLK, Zola, The Blessed Madonna, Honey Dijon, Viagra Boys, The Selecter, Flohio, Ten 56, Cypress Hill, Dropkick Murphys, Dinos, Apashe, Wolfmother, Enhancer, Skip the Use, Fishbach, Rise of the Northstar, Kennyhoopla, LANDMVRKS, Lithium, Train Fantôme, Lambrini Girls, Belaria, Juliette Armanet, Soolking, Biga*Ranx, Caballero & JeanJass (High & Fines Herbes), Rim'K, Thumpasaurus, Alkpote.
Durant sa tournée départementale, la ministre de la culture, Rima Abdul Malak accompagnée du maire de Charleville-Mézières, Boris Ravignon, participe à l'inauguration le samedi du week-end du cabaret. Elle remet le prix de Bande dessinée du festival, récemment créé. 
127 000 personnes prennent part à cette édition. Celle-ci reste cependant déficitaire pour les organisateurs, en partie par l'annulation du concert de Lomepal et des intempéries engendrant des coûts supplémentaires pour assécher le site avant l'ouverture.

#### Édition 2024
L'édition 2024 du festival repasse à un format de 4 jours, du jeudi 15 au dimanche 18 août.
Macklemore, PJ Harvey, 21 Savage, Ninho, Justice, The Libertines, KoЯn, Shaka Ponk, Teddy Swims, Fontaines D.C., Flogging Molly, SCH, Kaaris, Shay, Teezo Touchdown, Fonky Family, La Fève, Yamê, Louis Tomlinson, Mass Hysteria, Liberato, Paula Temple, BU$HI, Destroy Boys, Blondshell, Luther, Irène Drésel, Nation of Language, Kenya Grace, Vladimir Cauchemar, Hervé, Dabeull Live Band, Youssef Swatt's, Xavier Rudd, Joey Valence & Brae, Guy2Bezbar, Hugo TSR, Merveille, Cristale, Chester Remington, SLIFT...

### Radio
- Clélie Mathias, « L'invité festival : Nicolas Humbertjean pour le festival "le Cabaret Vert" à Charleville-Mézières », France Inter,‎ 26 août 2012 (lire en ligne).

### Reportages vidéo
- Evene, « Cabaret vert festival musique Charleville-Mézières », sur dailymotion, 5 août 2008 (consulté le 24 août 2012).
- Emeutevisuelle, « Cabaret Vert 2009: Tout le monde sur scène », sur dailymotion, 29 août 2009.
- Sourdoreille pour Inrocks, « Massive Attacks en live », sur le site d'Inrocks, 29 août 2010.
- L'équipe Cabaret Vert, « Cabaret Vert 2011 : les festivaliers », sur dailymotion, 2 septembre 2011.
- FR3, « Cabaret Vert : ITW Julien Sauvage (Dir. Fest.) », sur dailymotion, 23 août 2012.
- FR3, « Manu Chao en concert au Cabaret Vert (23/08/2012) », sur dailymotion, 24 août 2012.
- TF1, « Marier rock et écologie, c'est possible à Charleville-Mézières », sur site de TF1, 25 août 2012.